# Bataille de Legé (30 avril 1793)
Pour les articles homonymes, voir Bataille de Legé.
Guerre de Vendée
Batailles
La première bataille de Legé a lieu le 30 avril 1793 lors de la guerre de Vendée. Elle s'achève par la victoire des Vendéens qui repoussent une attaque des républicains contre la ville de Legé.

## Prélude
Après sa défaite à Machecoul le 22 avril, le chef vendéen Charette est en difficulté. Il se porte d'abord à Legé, qu'il trouve vide de combattants, ces derniers étant partis rejoindre les troupes de Joly du côté de La Mothe-Achard pour s'opposer aux forces de Boulard,. Il pousse alors sur Rocheservière et Vieillevigne, mais est mal accueilli par Vrignault, le chef local,,. Le 23 avril, Charette rejoint les forces de Charles de Royrand à Saint-Fulgent,,. Mais l'entrevue entre les deux chefs tourne mal, Royrand reprochant publiquement à Charette de ne pas avoir su conserver Machecoul,. Ce dernier retourne à Vieillevigne, mais le comité royaliste de la localité demande à être payé pour fournir des vivres à ses combattants,. Charette s'établit alors à Legé, qui n'est alors sous la coupe d'aucun chef notable — le capitaine de paroisse Pineau se rallie à lui — et dont le comité royaliste local, dirigé par Madame Lespinay de La Roche et Gouraud de la Raynière, est peu influent. Il envoie alors des émissaires dans les communes environnantes pour reconstituer ses forces,. Vrignault lui-même vient le rejoindre avec ses troupes,.
De son côté, le général républicain Jean-Michel Beysser obtient à Bourgneuf-en-Retz la soumission de l'île de Noirmoutier le 29 avril,. Il retourne à Machecoul pendant la nuit et apprend que Legé est aux mains des insurgés. Il donne alors l'ordre à son second, l'adjudant-général Gabriel Boisguyon, de prendre cette ville,.

## Forces en présence
Dans son rapport, l'adjudant-général Gabriel Boisguyon écrit que sa troupe était forte de 600 hommes, dont 40 cavaliers, accompagnés de 2 canons de 4 livres,,,,. Dans ses mémoires, l'officier vendéen Pierre-Suzanne Lucas de La Championnière estime le nombre des républicains de 700 à 800 et les présente comme des Nantais guère plus aguerris que les paysans révoltés,.
Concernant les forces vendéennes, Boisguyon les estime à au moins 4 000 hommes, peut-être 8 000,, mais sans aucune pièce d'artillerie. Elles seraient en réalité au nombre d'environ 1 500 hommes,,,, dont 1 000 amenés par Vrignault. Selon Pierre-Suzanne Lucas de La Championnière, seulement un quart des combattants sont équipés d'armes à feu,.

## Déroulement
Le 30 avril, à deux heures de l'après-midi, les républicains arrivent en vue de Legé au village du Pas, après être passés par Paulx et Touvois,. L'artillerie et la cavalerie sont en queue de colonne et des tirailleurs sont placés à l'avant-garde. Averti, Charette et Vrignault prennent position sur une hauteur appelée les Moulins — en raison de la présence de trois moulins — qui domine le gué de la rivière de la Logne. Celle-ci est alors haute, en raison de fortes pluies au cours des jours précédents. Seules deux pierres étroites font office de pont.
Le combat est d'abord favorable aux républicains. Ces derniers franchissent le gué et s'emparent de la position des Moulins en une demi-heure,,. Ils poussent ensuite jusqu'à la chapelle de l'Ouche-aux-Moutons, située sur le sommet de la colline du bourg,. Mais Charette parvient à regrouper ses hommes et fait filer ses combattants armés de fusils le long des haies afin d'envelopper les républicains sur leurs ailes,,,,. Ces tirs, semblant venir de toutes parts, déconcertent les républicains et jettent la confusion dans leurs rangs,,. Boisguyon ne parvient pas à déployer son artillerie et le terrain n'est pas favorable à la cavalerie,,. Craignant d'être enveloppé, il donne l'ordre de la retraite, mais celle-ci se transforme en déroute,,,. Les fantassins sont gênés par les cavaliers, les canons et les chariots. Le commandant républicain ne parvient pas à rallier ses troupes, qui fuient en désordre jusqu'à Machecoul,.

## Pertes
Rentré à Machecoul, Boisguyon écrit qu'une centaine de ses hommes sont manquants, bien que dit-il, certains soldats isolés continuent de regagner la ville au moment où il rédige son rapport,,. Lucas de La Championnière rapporte de son côté qu'un certain nombre de républicains sont faits prisonniers. Parmi ces derniers, plusieurs soldats du 4e régiment d'infanterie — l'ex-régiment de Provence — et leur officier, le capitaine de Méric, rallient l'armée de Charette,.
Les républicains ont également perdu leurs deux canons,,,, ainsi qu'un chariot de vivres et un caisson d'ambulance,,. Mais surtout, les Vendéens s'emparent de poudre et de plusieurs fusils,.
Les insurgés comptent onze morts, dont trois habitants de Legé, qui sont enterrés le lendemain par l'abbé Gillier.

## Conséquences
Le 1er mai, au lendemain de la bataille, Charette annonce son intention de marcher sur Machecoul. Cependant une violente émeute éclate entre les hommes de Charette et ceux de Vrignault qui se disputent la possession des canons pris aux républicains,. Charette est lui-même pris à partie, des combattants sont blessés et une dizaine de mutins sont arrêtés et enfermés dans une écurie,. Les chefs finissent cependant par rétablir le calme et Charette gracie les mutins,.
Le soir du 2 mai, un millier d'insurgés sortent de Legé et se portent en direction de Machecoul,. Charette écrit à Couëtus et à La Cathelinière pour leur demander d'apporter leur concours à l'expédition, mais ces derniers n'adressent aucune réponse. Lorsque la troupe arrive à Paulx sous une pluie torrentielle, Vrignault et ses hommes annoncent qu'ils ne veulent plus avancer. Au matin du 3 mai, les cavaliers vendéens envoyés en éclaireurs sont surpris par les dragons de Lorient, sortis de Machecoul,. Ils prennent la fuite et tombent sur les fantassins de Charette et Vrignault, provoquant la débandade de ces derniers,. Toute la petite armée insurgée regagne alors Legé dans le plus grand désordre, en parvenant cependant à ramener ses canons,,.
Du côté des républicains, le général Canclaux, commandant en chef de l'armée des côtes de Brest, arrive à Nantes le 1er mai. Dès le lendemain, il décide de reprendre Legé et planifie l'attaque de la ville par quatre colonnes : la colonne de Beysser, forte de 700 à 800 hommes avec deux canons, présente à Machecoul ; la colonne de Boulard, avec les représentants en mission Goupilleau de Montaigu, Goupilleau de Fontenay et Fayau, forte de 1 200 à 1 300 hommes avec quatre canons, présente à Palluau ; la colonne de Baudry d'Asson, forte de 1 600 hommes avec deux canons, présente à Challans et la colonne de Laborie, forte de 600 hommes avec deux canons, présente à Saint-Colombin,.
Charette devine qu'une offensive se prépare contre lui et le 3 mai, il ordonne l'évacuation de Legé, afin de rejoindre les forces de Royrand à  Vieillevigne et Montaigu,,. Cependant, il se heurte aux combattants et aux habitants de Legé qui refusent d'abandonner la ville et se massent devant les canons en menaçant ceux qui cherchent à les emporter. Le calme est cependant rétabli, les canons sont attelés et les Vendéens abandonnent Legé dans la nuit du 3 au 4 mai,. Vrignault et ses hommes s'arrêtent à Rocheservière et ne suivent pas le reste de l'armée. Charette arrive à Vieillevigne avec seulement 450 hommes et se heurte à l'hostilité du comité royaliste de la localité qu'il doit payer pour pouvoir obtenir des vivres pour ses troupes et des logements dans des hangars abandonnés,. Il envoie également un courrier pour Charles de Royrand, à Montaigu, pour le prévenir de son arrivée et lui demander de la place dans son cantonnement,. Mais ce dernier répond en lui reprochant l'abandon de Legé et en lui défendant de se présenter à son camp,,. Charette s'installe alors dans les landes de Bouaine, entre Saint-Philbert-de-Bouaine et Montbert.
Le 5 mai, à 11 heures du matin, les quatre colonnes républicaines entrent dans Legé, où elles ne rencontrent qu'une résistance insignifiante. Le général Canclaux se rend lui-même sur place avec la colonne de Beysser,. Vingt-et-un soldats républicains blessés au combat du 30 avril sont découverts dans un hôpital, soignés par des femmes, et déclarent avoir été bien traités par les Vendéens,.
Les différentes colonnes regagnent alors leurs cantonnements initiaux et Canclaux ne laisse à Legé qu'une petite garnison de 320 hommes du 39e régiment d'infanterie de ligne avec deux canons, sous les ordres du chef de brigade Prat,,. Mais le 7 mai, la colonne de Laborie, de retour à Saint-Colombin, est écrasée par Charette lors d'une attaque-surprise.
Le 9 mai Legé est abandonnée sur ordre du général Canclaux, qui estime que la localité est désormais insuffisamment défendue. Sa petite garnison se retire sur Machecoul. Le soir même, Charette peut faire son retour à Legé, où il établit son quartier-général et où il est rejoint par Vrignault.